# José Ruiz (baseball)
Pour les articles homonymes, voir José Ruiz.
José Rafael Ruiz Aparicio (né le 21 octobre 1994 à Guacara, Carabobo, Venezuela) est un lanceur de relève des White Sox de Chicago de la Ligue majeure de baseball.

## Carrière
José Ruiz signe son premier contrat professionnel avec les Padres de San Diego en juin 2011. Ruiz est un receveur mais il ne frappe que pour ,200 de moyenne au bâton dans les ligues mineures avec les clubs affiliés des Padres de 2012 à 2015. En 2016, Ruiz devient lanceur de relève.
Il fait ses débuts dans le baseball majeur comme lanceur de relève pour San Diego le 24 juillet 2017. C'est son seul match joué avec cette équipe.
Il est réclamé au ballottage par les White Sox de Chicago le 22 décembre 2017.